# Berberis claireae
Berberis claireae är en berberisväxtart som beskrevs av R. Moran. Berberis claireae ingår i släktet berberisar, och familjen berberisväxter. Inga underarter finns listade i Catalogue of Life.